# Оннис, Делио
Де́лио О́ннис (исп. Delio Onnis; род. 24 марта 1948, Джулиано-ди-Рома, Италия) — аргентинский футболист, центральный нападающий, тренер. Родился в итальянской столице, в семье выходцев из Аргентины. Феноменальный бомбардир, постоянно нацеленный на ворота и умевший извлечь выгоду из любого положения в штрафной соперника. Самый результативный игрок высшего дивизиона Франции — 299 голов. Пять раз выигрывал звание лучшего бомбардира чемпионата (рекорд для Франции, совместно с Карлосом Бьянки и Жан-Пьером Папеном).

## Карьера в Аргентине
С 1966 года Делио Оннис начал выступать за клуб «Альмагро» из Буэнос-Айреса, выступавший во втором дивизионе Аргентины. По итогам весеннего чемпионата 1968 г. «Альмагро» играл в турнире с участием клубов высшей лиги. Команда заняла на турнире предпоследнее место, а Оннис, забив половину командных голов, стал лучшим бомбардиром. На следующий год он переходит в клуб «Химнасия и Эсгрима» из Ла-Платы. В чемпионате Метрополитано 1969 года. команда занимает 7-е место в своей подгруппе. Во второй половине сезона участвует в турнире за право участия в чемпионате Метрополитано 1970 года., где занимает второе место, а Оннис закрепляется в основном составе и становится лучшим бомбардиром турнира. 1970 год стал лучшим в аргентинской карьере футболиста. «Химнасия и Эсгрима» доходит до полуфинала национального чемпионата. Оннис в пятерке лучших бомбардиров Метрополитано, второй по результативности футболист в чемпионате Насьональ — 16 голов. По итогам двух чемпионатов 1970 года он самый результативный игрок — 28 голов. После чемпионата Метрополитано 1971 Оннис уезжает играть а Европу, во Францию.

## Карьера во французских клубах
Два первых сезона во Франции отыграл за «Стад» (Реймс).
В 1973 году переходит в состав дебютанта первого дивизиона «Монако». С Кристианом Далжером составил лучший атакующий тандем в истории клуба. В первом сезоне монегаски доходят до финала кубка Франции, где встречаются с сильнейшим французским клубом того времени «Сент-Этьеном». Оннис в том матче забил «гол престижа». В чемпионате «Монако» закрепляется среди элиты французского футбола, а Оннис — второй по результативности игрок чемпионата (впереди Карлос Бьянки — 30 голов). В следующем сезоне впервые выигрывает звание лучшего бомбардира французского чемпионата, участвует в розыграше кубка обладателей кубков европейских стран. В сезоне 1975/76 Оннис регулярно забивает, но «Монако» выступает неудачно, занимает 18-е место и на год понижается в классе. Вернувшись в элиту монегаски, с ходу, выигрывают чемпионат Франции, а Оннис второй по результативности игрок чемпионата. В сезоне 1978/79 он снова второй по результативности футболист чемпионата, команда занимает 4-е место и играет в кубке европейских чемпионов (забил первый из трёх голов в ворота румынской «Стяуа»). В чемпионате 1979/80 «Монако» опять четвёртый, Оннис, во второй раз, — лучший бомбардир. В 1/32 финала кубка УЕФА монегаски играли с донецким «Шахтёром». В ответной игре Делио Оннис забил решающий мяч. В 1/16 забил три гола в ворота софийского «Локомотива», но в следующую стадию прошли болгары. 7 июня 1980 на «Парк де Пренс» «Монако» выиграл в финале кубка Франции у «Орлеана» (3:1), Оннис забил третий гол в ворота соперника. За шесть сезонов в первом дивизионе за «Монако» забил 157 голов — это лучший результат в истории клуба. Он лучший бомбардир «Монако» с учётом всех официальных матчей — 223 гола (у следующего в списке Люсьена Коссу — 115 забитых мячей).
Летом 1980 года Оннис переходит в клуб «Тур». 24 июля 1980 забивает первый гол в истории команды в элитном дивизионе; обыгран «Стад» Лаваль (3:2). За «Тур» провёл три сезона и два раза выигрывал звание самого результативного игрока чемпионата.
Три следующих сезона он провёл в «Тулоне». В сезоне 1983/84 в пятый раз становится лучшим бомбардиром чемпионата Франции.
За сборную Аргентины Оннис не играл, в те годы туда редко привлекались футболисты, которые выступали за иностранные клубы.

## Тренерская карьера
В январе 1990 года принял «Спортинг» Тулон и проработал с клубом полтора сезона.
В 1992—1995 годах тренировал команду третьего французского дивизиона ФК «Париж».

## Достижения
- Чемпион Франции: 1977/78
- Обладатель кубка Франции: 1980
- Финалист кубка Франции: 1974
- Лучший бомбардир чемпионата Франции (5): 1975, 1980, 1981, 1982, 1984
- Лучший бомбардир Кубка Франции: 1979
- Обладатель «Серебряной бутсы» (2): 1975, 1982
- Лучший бомбардир в истории чемпионата Франции: 299 голов
- Лучший бомбардир в истории «Монако»: 228 голов
- Рекордсмен «Монако» по количеству голов в чемпионате Франции: 187 голов
- Рекордсмен «Монако» по количеству голов в сезоне: 37 голов
- Лучший иностранный футболист Франции: 1980
- Лучший бомбардир «Турнира реклассификации» (2): 1968, 1969
- Лучший футболист в истории чемпионата Франции по версии журнала So Foot: 2022[9]

## Статистика выступлений

### Обзор карьеры
| Команда             | Период           | Официальные матчи | Официальные матчи |
| Команда             | Период           | Игры              | Голы              |
| ------------------- | ---------------- | ----------------- | ----------------- |
| Альмагро            | 1966—1969        | 44                | 24                |
| Альмагро B          | 1966—1967        | 12+               | 18                |
| Химнасия (Ла-Плата) | 1969—1971        | 99                | 58                |
| Реймс               | 1971—1973        | 80                | 48                |
| Монако              | 1973—1980        | 284               | 228               |
| Монако B            | 1979—1980        | 2                 | 2                 |
| Тур                 | 1980—1983        | 133               | 77                |
| Тулон               | 1983—1986        | 85                | 41                |
| Тулон B             | 1984—1986        | 6                 | 6                 |
| Всего за карьеру    | Всего за карьеру | 745+              | 502               |

### Клубная карьера
| Клуб                 | Сезон            | Лига | Лига | Кубки | Кубки | Еврокубки | Еврокубки | Прочие | Прочие | Итого | Итого |
| Клуб                 | Сезон            | Игры | Голы | Игры  | Голы  | Игры      | Голы      | Игры   | Голы   | Игры  | Голы  |
| -------------------- | ---------------- | ---- | ---- | ----- | ----- | --------- | --------- | ------ | ------ | ----- | ----- |
| Альмагро             | 1966             | 13   | 4    | -     | -     | -         | -         | 0      | 0      | 13    | 4     |
| Альмагро             | 1967             | 2    | 0    | -     | -     | -         | -         | 0      | 0      | 6     | 0     |
| Альмагро             | 1968             | 29   | 20   | -     | -     | -         | -         | 0      | 0      | 29    | 20    |
| Альмагро             | Итого            | 44   | 24   | 0     | 0     | 0         | 0         | 0      | 0      | 44    | 24    |
| Химнасия (Ла-Плата)  | 1969             | 35   | 17   | 2     | 3     | -         | -         | 0      | 0      | 37    | 20    |
| Химнасия (Ла-Плата)  | 1970             | 35   | 28   | 2     | 1     | -         | -         | 0      | 0      | 37    | 29    |
| Химнасия (Ла-Плата)  | 1971             | 25   | 9    | -     | -     | -         | -         | 0      | 0      | 25    | 9     |
| Химнасия (Ла-Плата)  | Итого            | 95   | 54   | 4     | 4     | 0         | 0         | 0      | 0      | 99    | 58    |
| Реймс                | 1971/72          | 32   | 22   | 8     | 4     | 0         | 0         | 0      | 0      | 40    | 26    |
| Реймс                | 1972/73          | 33   | 17   | 3     | 2     | 0         | 0         | 0      | 0      | 36    | 19    |
| Реймс                | 1973/74          | 0    | 0    | 0     | 0     | 4         | 3         | 0      | 0      | 4     | 3     |
| Реймс                | Итого            | 65   | 39   | 11    | 6     | 4         | 3         | 0      | 0      | 80    | 48    |
| Монако               | 1973/74          | 31   | 26   | 9     | 10    | 0         | 0         | 0      | 0      | 40    | 36    |
| Монако               | 1974/75          | 37   | 30   | 1     | 0     | 2         | 1         | 0      | 0      | 40    | 31    |
| Монако               | 1975/76          | 33   | 29   | 1     | 0     | 0         | 0         | 0      | 0      | 34    | 29    |
| Монако               | 1976/77          | 32   | 30   | 7     | 4     | -         | -         | 0      | 0      | 39    | 34    |
| Монако               | 1977/78          | 35   | 29   | 9     | 8     | 0         | 0         | 0      | 0      | 44    | 37    |
| Монако               | 1978/79          | 34   | 22   | 5     | 3     | 3         | 1         | 0      | 0      | 42    | 26    |
| Монако               | 1979/80          | 30   | 21   | 7     | 5     | 8         | 9         | 0      | 0      | 45    | 35    |
| Монако               | Итого            | 232  | 187  | 39    | 30    | 13        | 11        | 0      | 0      | 284   | 228   |
| Монако B (фарм-клуб) | 1979/80          | 2    | 2    | 0     | 0     | -         | -         | 0      | 0      | 2     | 2     |
| Монако B (фарм-клуб) | Итого            | 2    | 2    | 0     | 0     | 0         | 0         | 0      | 0      | 2     | 2     |
| Тур                  | 1980/81          | 38   | 24   | 3     | 1     | 0         | 0         | 2      | 2      | 43    | 27    |
| Тур                  | 1981/82          | 38   | 29   | 11    | 9     | 0         | 0         | 0      | 0      | 49    | 38    |
| Тур                  | 1982/83          | 34   | 11   | 5     | 1     | 0         | 0         | 2      | 0      | 41    | 12    |
| Тур                  | Итого            | 110  | 64   | 19    | 11    | 0         | 0         | 4      | 2      | 133   | 77    |
| Тулон                | 1983/84          | 36   | 21   | 5     | 1     | 0         | 0         | 0      | 0      | 41    | 22    |
| Тулон                | 1984/85          | 30   | 17   | 5     | 1     | 0         | 0         | 0      | 0      | 35    | 18    |
| Тулон                | 1985/86          | 8    | 1    | 1     | 0     | 0         | 0         | 0      | 0      | 9     | 1     |
| Тулон                | Итого            | 74   | 39   | 11    | 2     | 0         | 0         | 0      | 0      | 85    | 41    |
| Тулон B (фарм-клуб)  | 1984/85          | 1    | 1    | 0     | 0     | -         | -         | 0      | 0      | 1     | 1     |
| Тулон B (фарм-клуб)  | 1985/86          | 5    | 5    | 0     | 0     | -         | -         | 0      | 0      | 5     | 5     |
| Тулон B (фарм-клуб)  | Итого            | 6    | 6    | 0     | 0     | 0         | 0         | 0      | 0      | 6     | 6     |
| Всего за карьеру     | Всего за карьеру | 628  | 415  | 84    | 53    | 17        | 14        | 4      | 2      | 733   | 484   |

Источники:
- Delio Onnis (фр.). Pari-et-gagne.com. Дата обращения: 20 января 2016. Архивировано 20 января 2016 года.
- Angelo Clerici. Onnis, Delio (исп.). GELP.org. Дата обращения: 18 августа 2025.
- Vladimir Kolos, Dorian Leveque. Prolific scorers data — Delio Onnis — Additional Data (англ.). RSSSF.com. Дата обращения: 18 августа 2025.